# Viaje al centro del corazón
Viaje al centro del corazón es el sexto álbum de estudio de la banda mexicana de pop electrónica Belanova. Fue lanzado el 15 de junio de 2018 a través de la discográfica Universal Music México y su más reciente desde Sueño electro II en 2011 . El álbum está compuesto por diez temas y tres de ellos lanzados como sencillos oficiales de este mismo.
"Cásate conmigo" fue lanzado como el primer sencillo oficial del álbum a mediados de marzo de 2016 a través de varias plataformas digitales como por ejemplo en Apple Music. Para inicios del 2018 se lanzó la canción"Nada es igual" siendo este el segundo sencillo oficial así como un vídeo musical del tema en YouTube. Y por último la canción "Polaroid" fue lanzado como tercer y último sencillo del álbum para agosto de 2018.

## Lista de canciones
Este es el tracklist oficial del álbum.
1. "Nada Es Igual" (3:16)
2. "En Tu Mirada" (3:38)
3. "Hoy Que No Estás" (3:54)
4. "Mil Poemas" (3:46)
5. "Eres Mío (3:14)
6. "Casáte conmigo" (3:30)
7. "Polaroid" (3:46)
8. "Dentro de Mí" (3:51)
9. "Maldita Soledad" (4:03)
10. "Esta Vez" (3:01)